# Mnais gregoryi
Mnais gregoryi is een libellensoort uit de familie van de beekjuffers (Calopterygidae).
De soort staat op de Rode Lijst van de IUCN als niet bedreigd, beoordelingsjaar 2007.
De wetenschappelijke naam van de soort werd in 1924 gepubliceerd door Fraser.

## Synoniemen
- Mnais maclachlani Fraser, 1924
- Mnais semiopaca May, 1935